# Оболонков Ілля Юрійович
Ілля Оболонков (нар. 1981) — російський кіноактор.

## Фільмографія
1. 2003 — Вогнеборці
2. 2004 — Гріхи батьків — Голіцин
3. 2004 — Дорога Маша Березіна — Міша
4. 2005 — Повний вперед!
5. 2005 — Клич мене джин — Влад
6. 2007 — Платина — Олексій Карташ
7. 2008 — Десантний Батя
8. 2008 — Міка і Альфред — Маратік Семенов
9. 2008 — Дорослі ігри — Ігор
10. 2009 — Платина II — Олексій Карташ
11. 2010 — Хто я? — Один Паші

## Нагороди, премії
- 2009 — Заохочувальний диплом Премії ФСБ Росії у номінації «Акторська робота» за виконання ролі військового контррозвідника Олексія Карташова у серіалі «Платина-2».

| Російські актори | Це незавершена стаття про російського актора або акторку. Ви можете допомогти проєкту, виправивши або дописавши її. |